# Pásemnička sladkovodní
Pásemnička sladkovodní (Prostoma graecense) je pásnice ze třídy Enopla, jediný zaznamenaný druh z tohoto živočišného kmene na českém území.
Povrchně se podobá ploštěnkám. Na délku měří kolem 10 mm, byť tělo je značně roztažitelné a při lezení může dosáhnout až dvojnásobné délky. Kryje jej jednovrstevná pokožka tvořená řasinkovým epitelem se slizovými žlázami. Zbarvení se pohybuje od okrové přes narůžovělou a červenou po světle hnědou, v přední části těla vynikají tři páry očních skvrn, byť jejich počet může napříč jedinci variovat.
Pásemnička sladkovodní patří společně s pásemničkou Prostoma eilhardi mezi kosmopolity sladkých vod, byť nelze jednoznačně určit, které z populací zaznamenaných napříč různými lokalitami a kontinenty jsou původní a které zavlečené. Počet zaznamenaných lokalit v Česku byl k roku 2014 odhadován na zhruba 50, s převahou odchytů ze středně velkých a velkých nížinných toků. Pásemnička se živí drobnými bezobratlými, např. kroužkovci, larvami pakomárů či perloočkami, jež aktivně vyhledává a usmrcuje vychlípitelným chobotem s vápnitým styletem a jedovou žlázou – jde o typický znak pásnic, resp. „bodcovců“ (Enopla). Na rozdíl od mořských gonochoristických pásnic je pásemnička sladkovodní proterandrickým hermafroditem, přičemž vajíčka či spermie opouští tělo dospělce prostřednictvím dočasných vývodů pohlavních žláz. Ročně produkují jednu až dvě snůšky o průměrně 20–30, maximálně asi 60 vajíčcích.